# Гайсгорн-ам-Зее
Гайсгорн-ам-Зее (нім. Gaishorn am See) — ярмаркова комуна  (нім. Marktgemeinde)  в Австрії, у федеральній землі Штирія.
Входить до складу округу Ліцен. Населення становить 1314 особи (станом на 31 грудня 2015 року). Займає площу 76 км². У 2015 році після місцевої земельної реформи до муніципалітету було приєднано Трельванг. Перша згадка — у 1160 (як Gaizzar), сучасну назву здобув у 1990. Парафіяльна церква Святої Трійці заснована у 1180. 

## Розташування
|        | Адмонт       |  |
| Трібен | Розташування |  |
|        |              |  |